# Анемона
Анемо́на (Anemone) — рід рослин родини жовтецевих (Ranunculaceae). Рід, згідно з Plants of the World Online, містить понад 60 видів, які поширені майже космополітично, особливо в помірному кліматі північної півкулі.

## Етимологія

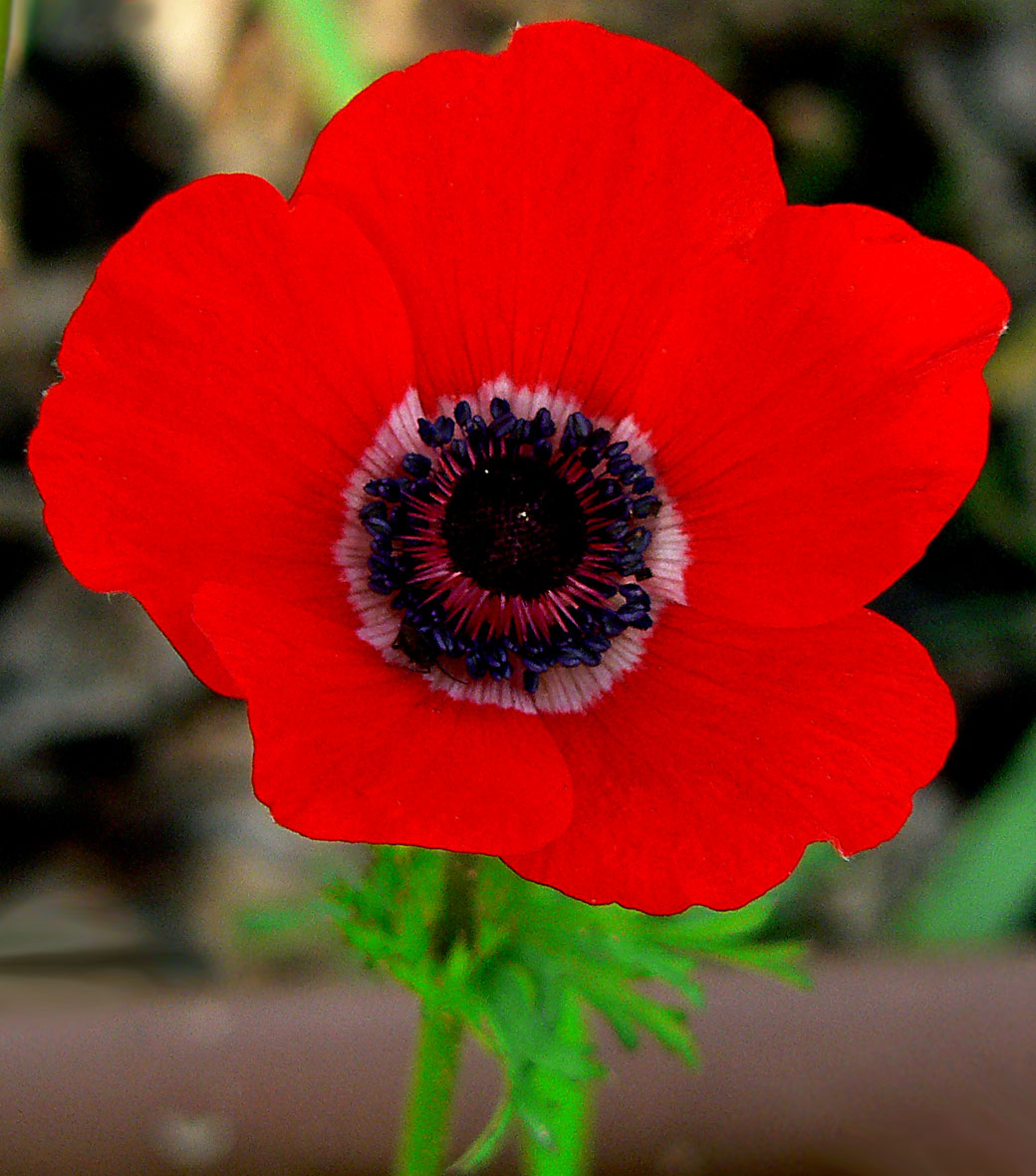
Anemone coronaria

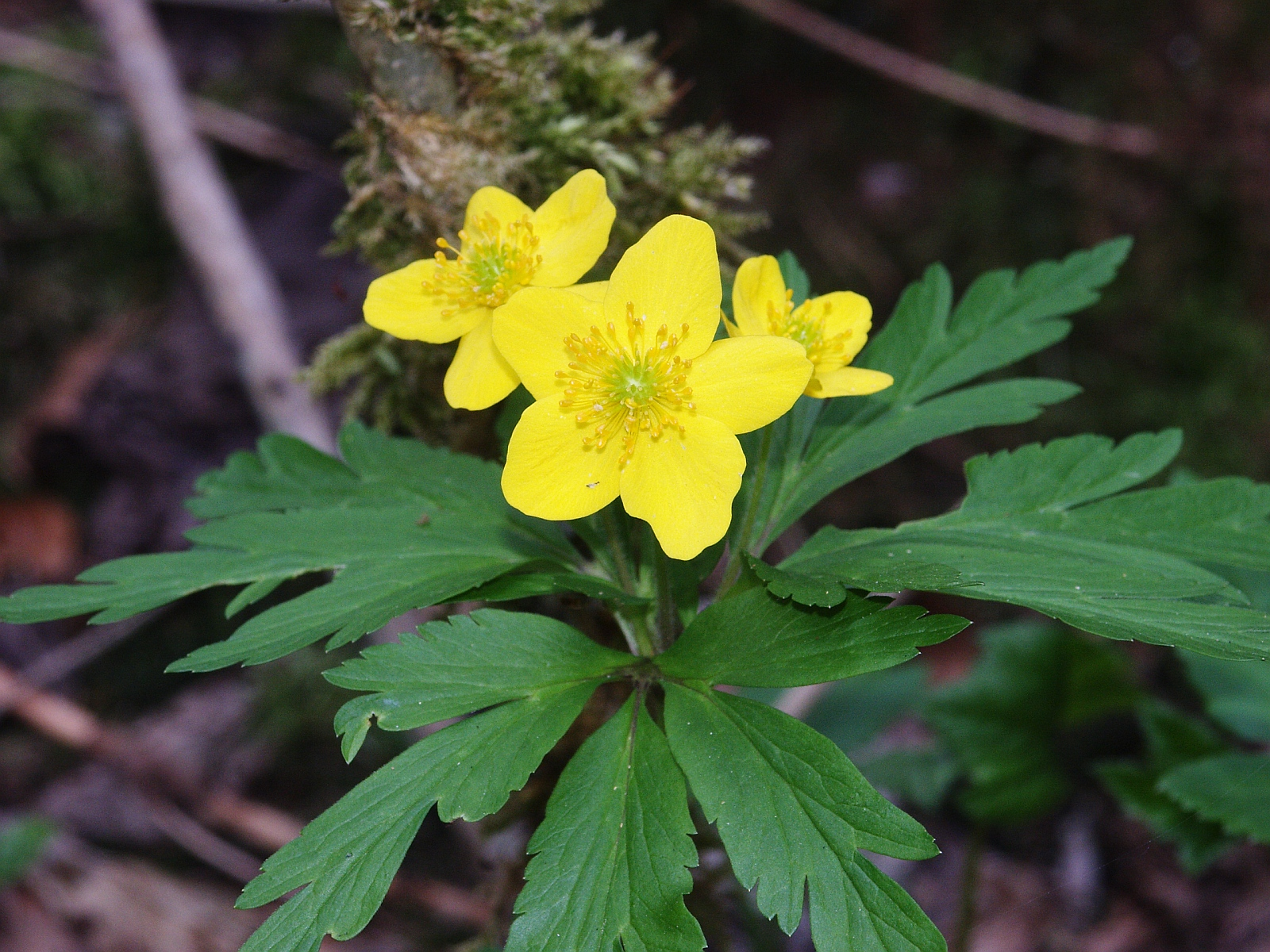
Анемона жовтецева
(A. ranunculoides)

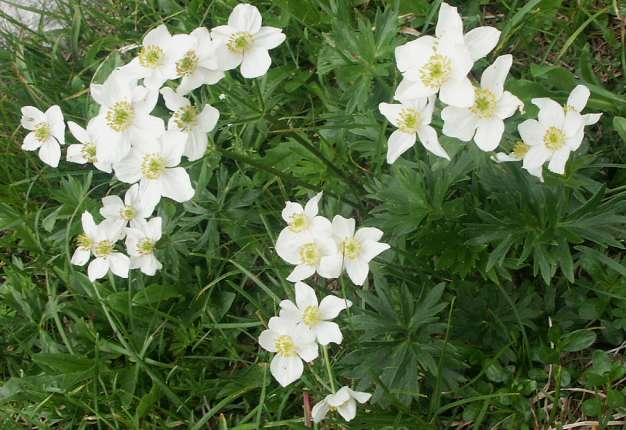
Анемона нарцизоцвіта
(A. narcissifolia)

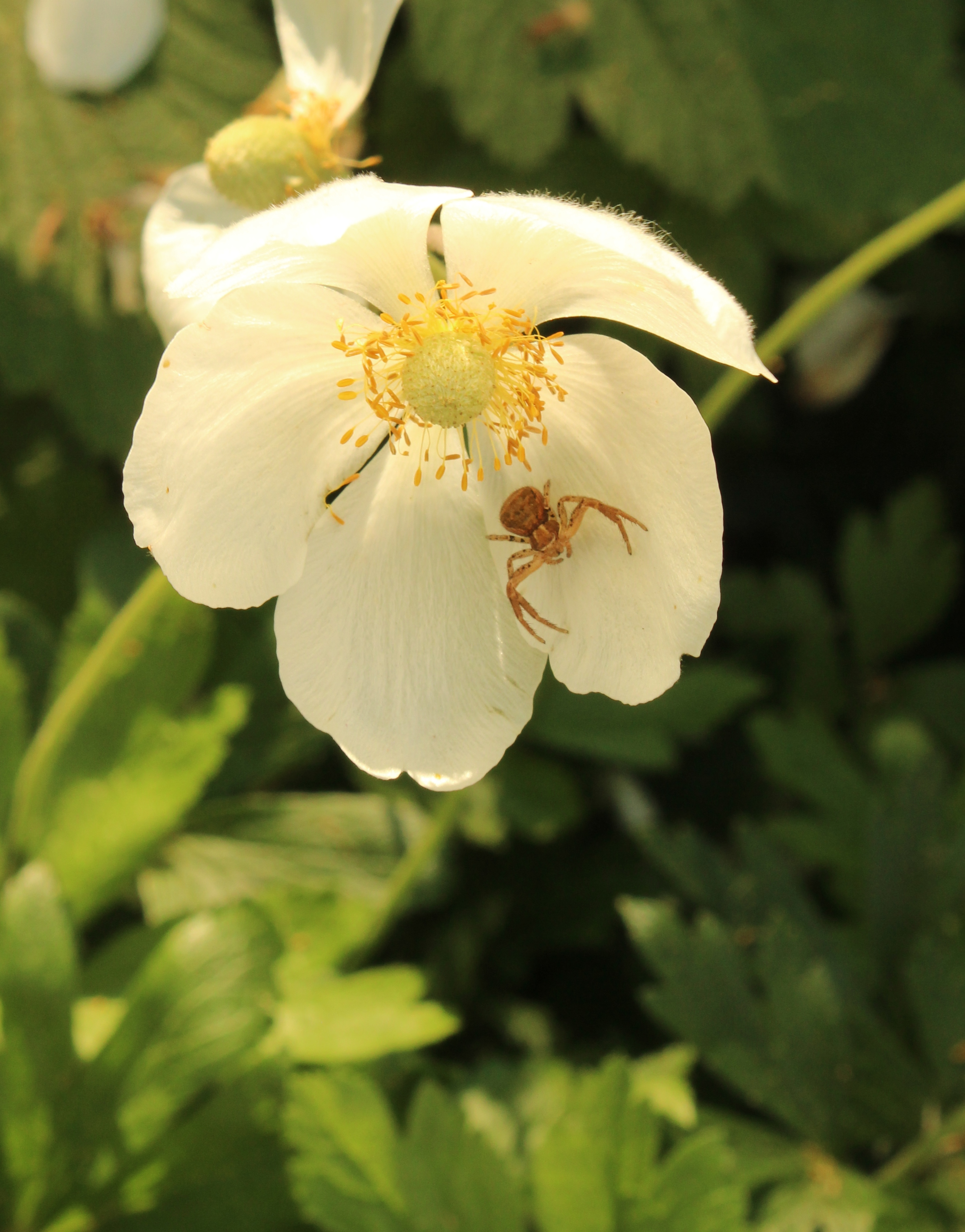
Анемона лісова
(A. sylvestris)

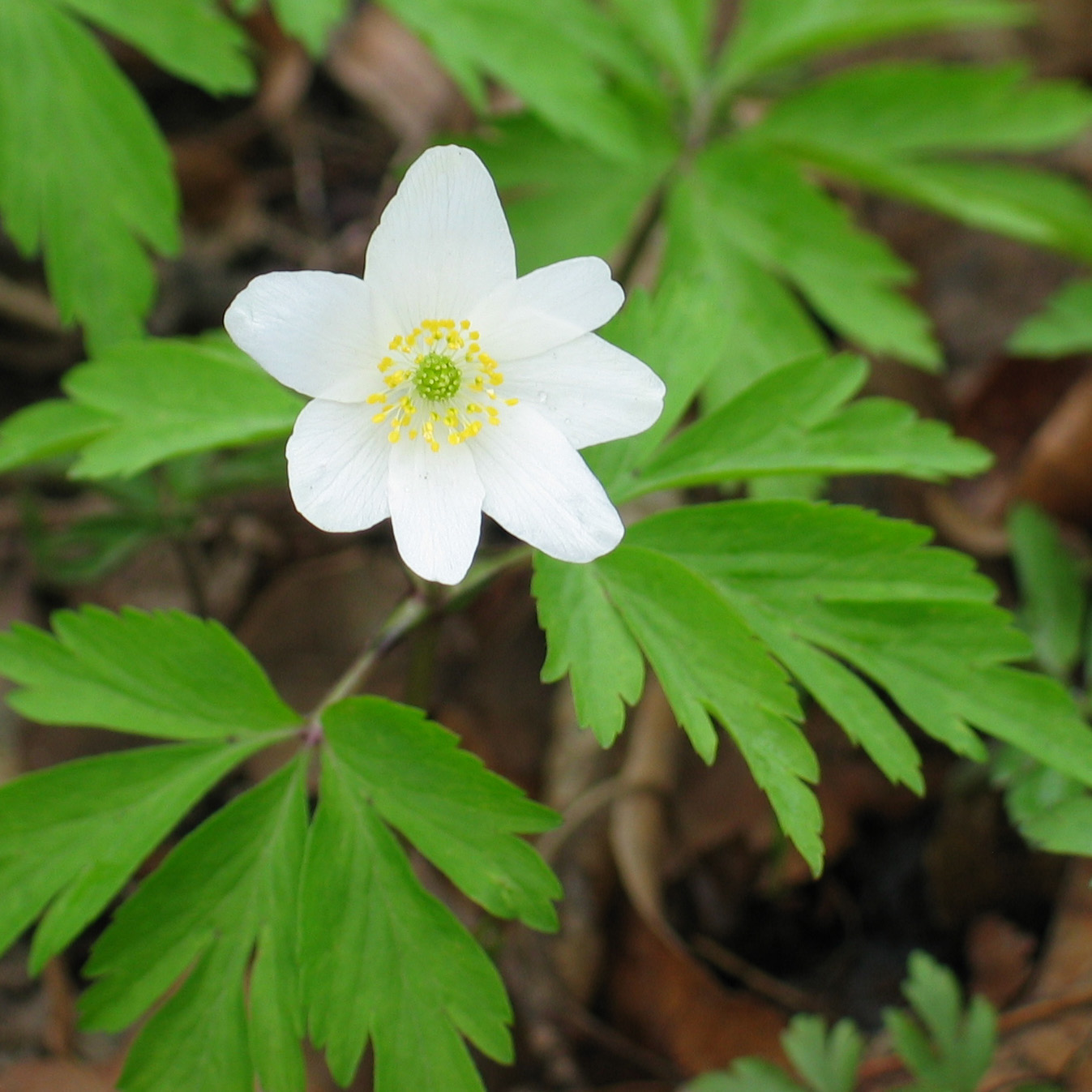
Анемона дібровна
(A. nemorosa)

Наукова назва роду походить від грец. anemos, що в перекладі означає «вітер». Цим підмічено зв'язок періоду весняних вітрів з цвітінням певних видів роду.

## Опис
Багаторічні трав'янисті кореневищні рослини з поодинокими, звичайно яскраво забарвленими квітками. Більшість видів цвіте рано навесні. Плід збірний, з численних сім'янок.
Більшість видів анемон у свіжому вигляді мають отруйні властивості. Рослини містять у собі анемонол, при розпаді якого утворюється анемонин. Останній мав болезаспокійливі та антиспазматичні властивості. Для листків цих рослин характерна наркотична дія.

## Види
Рід анемон включає в себе приблизно 170 видів, поширених у помірній смузі північної півкулі, переважно в лісовій та лісостеповій зонах (докладніше див. Список видів роду Анемона). В колишньому Радянському Союзі зростає 46 видів цього роду, а в Україні — 5:
- Anemone nemorosa — анемона дібровна, росте в листяних та мішаних лісах. Має білі квітки.
- Anemone ranunculoides — анемона жовтецева, росте в листяних та мішаних лісах. Має жовті квітки.
- Anemone narcissiflora — анемона нарцизоцвіта, росте в Карпатах. Має білі квітки.
- Anemone laxa — анемона розлога, ендемік України, росте на Подільській вичочині. Має білі або рожевуваті квітки.
- Anemone sylvestris — анемона лісова, поширена у Центральній та Східній Європі. Росте в широколистяних і мішаних лісах, на лісових луках, узліссях, по чагарниках, на схилах у лісостепових і північних степових районах України. Має білі квітки.

## Культивація
Серед найвідоміших анемон — A. coronaria, яку часто називають маковою анемоною. Це бульбокоренева рослина з розділеними листям, схожими на петрушку, і великими макоподібними суцвіттями на стеблах висотою від 15–20 см. Його можна висаджувати восени в зонах 7 або 8 без додаткового захисту або навесні в більш прохолодних зонах. Якщо посадити восени, то навесні зацвіте, а якщо посадити навесні, то зацвіте в кінці літа. Квітки зазвичай червоні, малинові, блакитно-фіолетові, червонувато-фіолетові або білі. Існують також махрові сорти, у яких тичинки в центрі замінені пучком вузьких пелюсток. Він використовується як садова рослина, зокрема в гібридній формі, протягом тривалого часу в деяких частинах світу. Махрові (подвійні) формами називають варіаціями. Гібриди груп Кан (Caen) і Сент-Бріджіт (St. Brigid) є найбільш поширеними на ринку. В Ізраїлі можна побачити велику кількість червоноквітучих негібридних A. coronaria, що ростуть у певних природних зонах.

## В культурі
Всі види анемон — декоративні рослини, і їх успішно можна використовувати для прикраси парків, садів, скверів. Розмножують їх як насінням, так і частинами кореневищ. Ефемероїди види анемон широколистяних лісів слід вирощувати під пологом широколистяних дерев та чагарників у напівзатінку.
Виведені форми з напівмахровими та махровими квітками, а також форми з різним забарвленням квіток — червоним, рожевим, бузковим. Іноді кольорові форми можна зустріти і в природі. Інші види анемон придатні для відкритих місць: кам'янистих гірок, країв деревних і чагарникових куртин, галявин, газонів. Особливо декоративні в суцільних масивах, а також у поєднанні з червоними півоніями, блакитними незабудками. Для вирощування анемони лісової ґрунти треба вапнувати.